# Jan van Boendale
Jan van Boendale, död omkring 1365, var en nederländsk skald.
van Boendale var kansliskrivare i staden Antwerpens tjänst. van Boendales tidigaste verk, omkring 1316, är en rimmad historia över Brabant, Brabantsche Yeesten. I Der Lekn Spieghel (omkring 1325–1330, utgiven av Matthias de Vries 1844–1848) upptar van Boendale Jacob van Maerlants diktartradition.